# 2025년 북인도양 사이클론
다음은 2025년에 발생하는 사이클론들의 목록이다.

## 같이 보기
- 2025년 태풍
- 2025년 북대서양 허리케인
- 2025년 동태평양 허리케인
- 2025년 북인도양 저기압
- 남서인도양 사이클론: 2023-2024, 2024-2025